# Avenue Perrichont
L'avenue Perrichont est une voie du 16e arrondissement de Paris, en France.

## Situation et accès
L'avenue Perrichont est une voie publique située dans le 16e arrondissement de Paris. Elle débute au 31, avenue Théophile-Gautier et se termine au 24, rue Félicien-David.

## Origine du nom

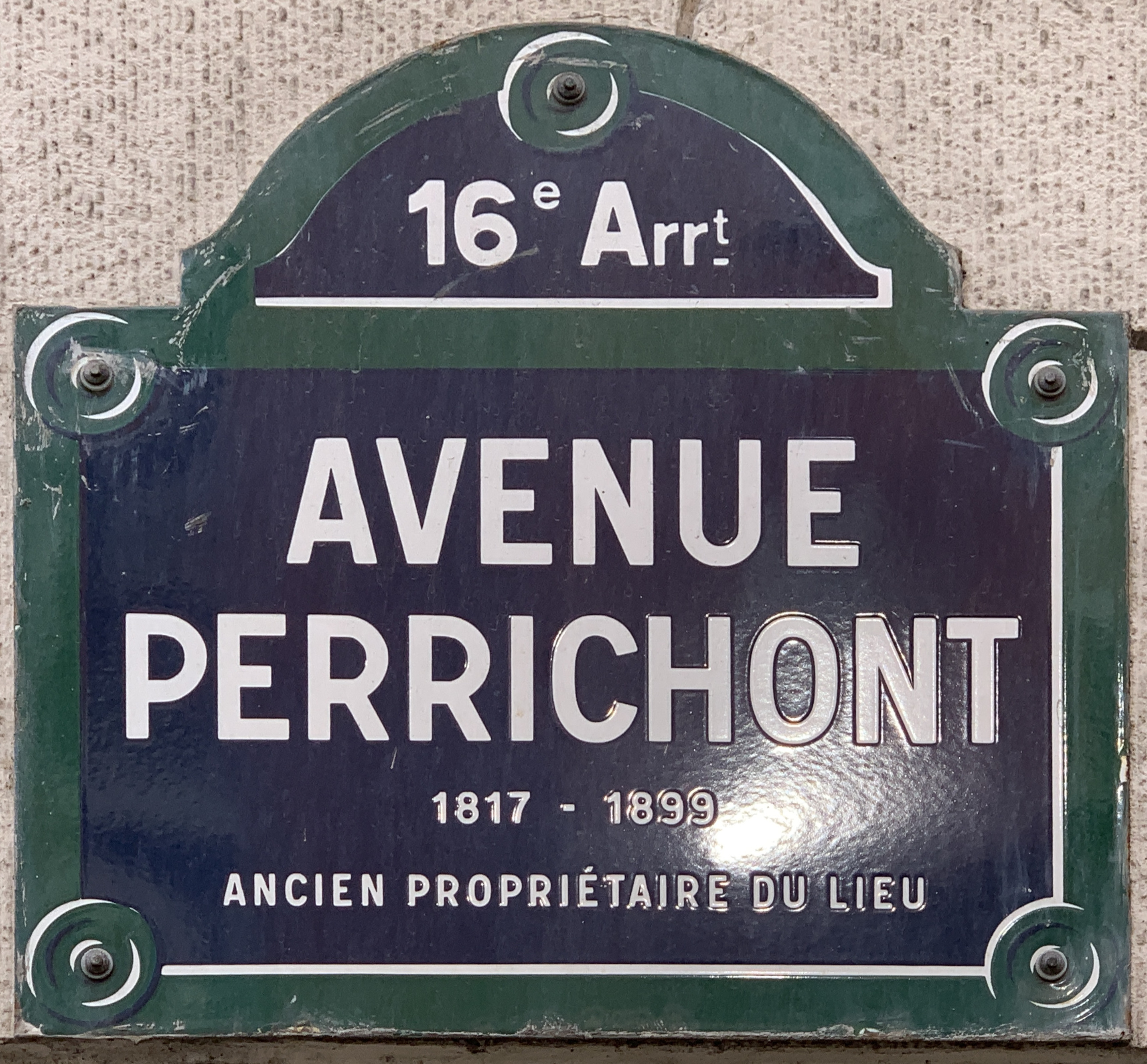
Plaque de l'avenue.

Elle porte le nom du propriétaire des terrains sur lesquels elle a été ouverte.

## Historique
La partie comprise entre l'avenue Théophile-Gautier et la rue La Fontaine a été ouverte en 1882 sous son nom actuel, « avenue Perrichont ».
En 1897, elle est prolongée d'une cinquantaine de mètres et cette partie prend le nom d'« avenue Perrichont prolongée ». Cette prolongation sera menée à terme, jusqu'à la rue Félicien-David par un décret du 18 juillet 1929.
En 1969, la section située entre les rues La Fontaine et Théophile-Gautier est détachée pour former l'avenue de l'Abbé-Roussel.

## Bâtiments remarquables et lieux de mémoire
- No 14 : immeuble construit par l’architecte Deneu de Montbrun en 1911.
- No 15 : immeuble construit par l’architecte Joachim Richard en 1907[1]. De style Art nouveau, la façade présente des motifs floraux et végétaux en céramique, des briques polychromes ainsi que du grès flammé[2].
- No 27-29 : 85 logements sont rénovés en 2024. « Deux logements ont aussi été créés, l’accessibilité a été renforcée et les parties communes embellies »[3].

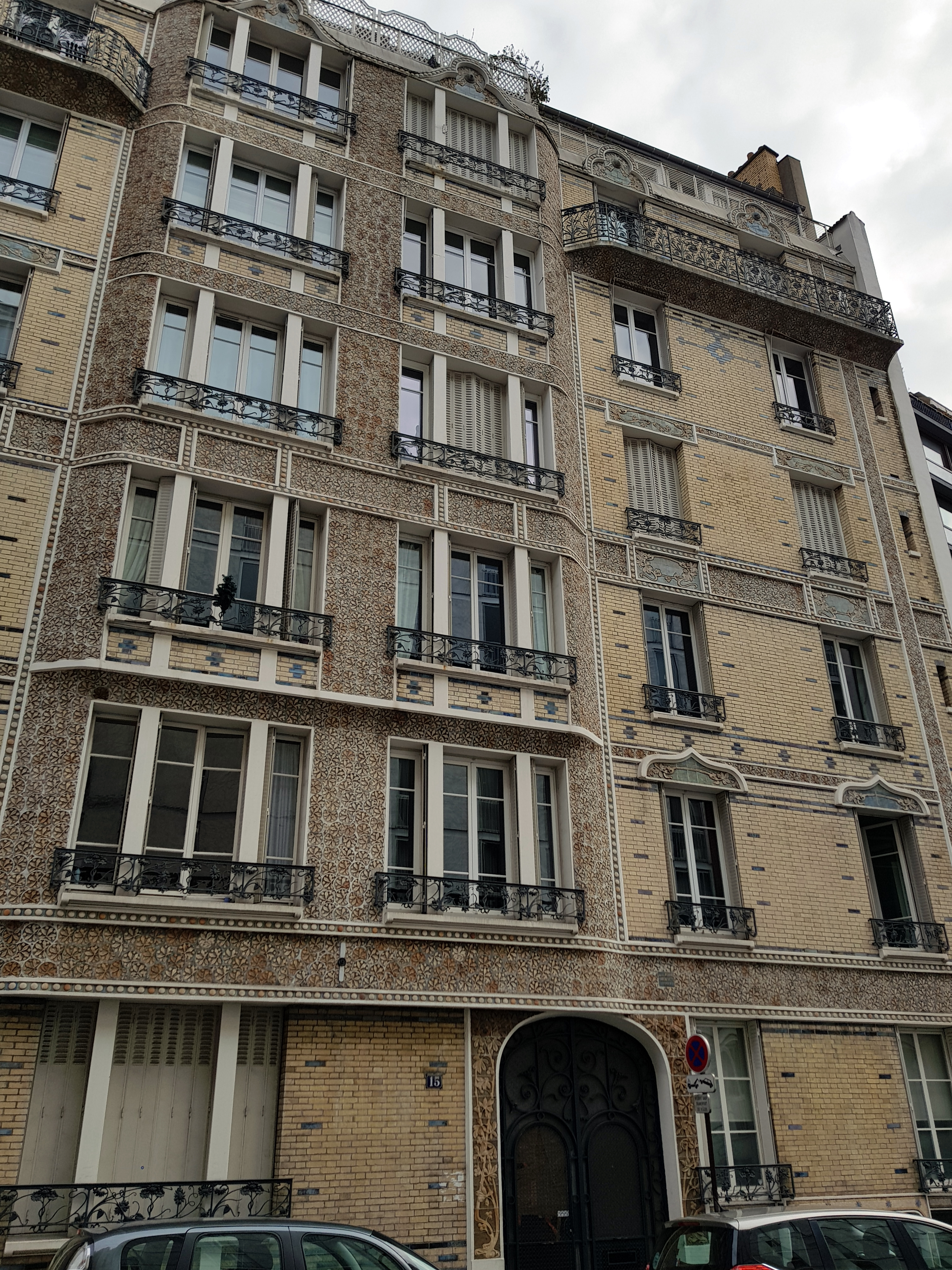
Le no 15.